# 騒音・振動関係公害防止管理者
騒音・振動関係公害防止管理者（そうおん・しんどうかんけいこうがいぼうしかんりしゃ）は、公害防止管理者国家資格のうちの1つ。経済産業省、環境省管轄。2005年（平成17年）度までは騒音関係公害防止管理者と振動関係公害防止管理者に分かれていたが、法律の改正により2006年（平成18年）度からは2つの資格が統合された。
国家試験は年1回(10月第1日曜日)、一般社団法人産業環境管理協会が実施する。

## 試験科目
1. 公害総論
2. 騒音・振動概論
3. 騒音・振動特論